# Ierelop
Ierelop is een bestuurslaag in het regentschap Aceh Tengah van de provincie Atjeh, Indonesië. Ierelop telt 711 inwoners (volkstelling 2010).